# گای سینر
گای سینر (انگلیسی: Guy Siner؛ زادهٔ ۱۶ اکتبر ۱۹۴۷) هنرپیشه اهل انگلستان است.
از فیلم‌ها یا برنامه‌های تلویزیونی که وی در آن نقش داشته‌است می‌توان به دزدان دریایی کارائیب: نفرین مروارید سیاه، بزرگراه گمشده، تحریک، لپرکان ۴: در فضا، ولاد و آیرونکلاد اشاره کرد.